# Carex nitidiutriculata
Carex nitidiutriculata är en halvgräsart som beskrevs av Lun Kai Dai. Carex nitidiutriculata ingår i släktet starrar, och familjen halvgräs. Inga underarter finns listade i Catalogue of Life.